# 细河区
细河区是辽宁省阜新市下辖的一个市辖区，地處阜新市中部，東、北、西與阜新蒙古族自治縣接壤，南與海州區、太平區為鄰，總面積126平方公里。

## 行政区划
细河区下辖3个街道办事处、1个镇：
玉新街道、玉龙街道、玉丰街道和四合镇。

## 人口
根據全國第七次人口普查數據顯示，截至2020年11月1日零時，細河區常住人口273525人。